# Contoide
In fonetica, un contoide è un fono che non ha caratteristiche di vocoide e quindi ha una configurazione almeno parzialmente chiusa del tratto vocale. 
I contoidi si differenziano per: modo di articolazione, luogo di articolazione e vibrazione o meno delle corde vocali.

## Modo d'articolazione
Il modo di articolazione può variare notevolmente, fermo restando che il passaggio dell'aria pneumonica nella cavità orale è in qualche modo limitato o bloccato completamente.
- il passaggio dell'aria pneumonica è bloccato completamente e l'aria passa completamente dalla cavità nasale: contoidi nasali;
- il passaggio dell'aria pneumonica è bloccato completamente e poi rilasciato con forza: contoidi occlusivi;
- il passaggio dell'aria pneumonica è bloccato completamente e poi l'occlusione è risolta allontanando parzialmente gli organi fonatori: contoidi preocclusivi o affricati;
- il passaggio dell'aria pneumonica è bloccato completamente e poi rilasciato in modo instabile e spesso ripetuto: contoidi vibrati e vibranti;
- il passaggio dell'aria pneumonica è bloccato solo nelle zone laterali e l'aria esce dall'incavo creatosi nella lingua: contoidi laterali;
- il passaggio dell'aria pneumonica è limitato dal forte avvicinamento degli organi fonatori: contoidi costrittivi o fricativi;
- il passaggio dell'aria pneumonica è limitato dal parziale avvicinamento degli organi fonatori: contoidi approssimanti.

Esistono contoidi con caratteristiche intermedie, cioè semi-occlusivi (con occlusione incompleta), semi-costrittivi (tra costrittivi e approssimanti) e così via. Ci sono poi contoidi che utilizzano aria non-pneumonica: sono gli eiettivi, con sollevamento della glottide; gli iniettivi, con abbassamento della glottide; gli avulsivi o deiettivi o clicks, che sfruttano l'aria contenuta nella bocca o nella faringe.

## Luogo d'articolazione
Il luogo di articolazione è determinato dal punto di massimo avvicinamento degli organi fonatori, oltre ad altre caratteristiche secondarie, soprattutto labializzazione, palatalizzazione e velarizzazione. Per convenzione si usa il nome dell'organo superiore o posteriore coinvolto nell'articolazione.
I principali luoghi d'articolazione sono:
- bilabiale;
- labiodentale;
- dentale;
- alveolare;
- postalveolare;
- retroflesso;
- palatale;
- velare;
- uvulare;
- faringale;
- glottidale o glottale o laringale.

## Grado di articolazione
I contoidi possono essere sonori o non-sonori (sordi), a seconda della vibrazione o meno delle pliche vocali; possono esserci foni di sonorità intermedia e altri come [ʔ], che a rigore non è né sonoro né non-sonoro. La sonorità è collegata al parametro detto "grado di articolazione".
Anche l'assenza di realizzazione fonica può essere considerata fono: [∅] è il cosiddetto "fono zero".